# 西洋盾豆娘魚
西洋盾豆娘魚（學名：Parma occidentalis），為輻鰭魚綱雀鯛科盾豆娘魚屬下的一個種，分布於東印度洋澳洲西部，盧文角和珊瑚灣間海域，深度1至15公尺，體長可達13公分，棲息在岩礁及珊瑚礁，以藻類為食，繁殖期時成對出現，雄魚會守護卵直到孵化，生活習性不明。